# Реглінг
Реглінг (нім. Rögling) — громада в Німеччині, знаходиться в землі Баварія. Підпорядковується адміністративному округу Швабія. Входить до складу району Донау-Ріс. Складова частина об'єднання громад Монгайм.
Площа — 10,73 км2. Населення становить 662 ос. (станом на 31 грудня 2020).